# Крейг, Ларри
Ларри Эдвин Крейг (англ. Larry Edwin Craig) — американский политик, член Палаты представителей США, сенатор от штата Айдахо (избранный в 1990 и повторно в 1996 и 2002). Принадлежит к республиканской партии США.

## Биография
Женат (с 1985 года) на женщине по имени Сюзанна Томпсон, которая на момент свадьбы уже имела троих детей от первого брака, усыновлённых Крейгом.

## Политические убеждения
Официально Крейг придерживался политики поддержки так называемых «консервативных семейных ценностей» и голосовал против однополых браков или союзов. Так, в июне 2006 года Крэйг выступил за принятие поправки к Конституции США, которая бы уточняла, что браком может быть признан только союз мужчины и женщины.

## Случай в аэропорту Миннеаполиса
Сенатора арестовали за нарушение общественного порядка в общественном мужском туалете 11 июня 2007 года в аэропорту Миннеаполиса, когда, согласно показаниям арестовавшего его полицейского, Крейг начал делать определенные условные знаки (например, постукивание ботинком по полу) для привлечения внимания мужчины в соседней кабинке туалета. Однако этим мужчиной оказался полицейский в штатском. Дело, заведённое на сенатора, было опубликовано 28 августа, что вызвало скандал в американских СМИ. Позднее Крейг отказался от своих признаний, сославшись на то, что хотел побыстрей «замять» инцидент и потому не посоветовался со своим адвокатом. Тем не менее, суд приговорил Крейга к штрафу в размере 1000 долл. и к 10 дням ареста. Исполнение приговора было отложено на год испытательного срока с условием, что если в течение этого времени он больше не будет уличен в подобном поведении, то отбывать заключение ему не придется. Крейг выплатил 575 долларов штрафа, остальную сумму он должен уплатить, если нарушит условия испытательного срока.
Случай в аэропорту Миннеаполиса не был первым или единственным, в котором был замешан республиканец Ларри Крейг. Ещё в 1982 году его имя фигурировало в числе 15-20 конгрессменов, которые были обвинены в гомосексуальных контактах с подростками, работавшими в офисах конгресса США.